# راشد البراشدي
راشد محمد البراشدي (مواليد 17 يناير 1999، لاعب كرة قدم قطري من أصل عماني يجيد اللعب كمدافع.
لعب سابقاً مع نادي قطر و نادي لوسيل.

## روابط خارجية
- راشد البراشدي على موقع قاعدة بيانات كرة القدم.إي يو (الإنجليزية)
- راشد البراشدي على موقع Soccerway.com (الإنجليزية)
- راشد البراشدي على موقع كووورة